# Torridincola congolesica
Torridincola congolesica is een keversoort uit de familie Torridincolidae. De wetenschappelijke naam van de soort is voor het eerst geldig gepubliceerd in 1973 door Steffan.